# John Sutcliffe (polityk)
John Harold Vick Sutcliffe (ur. 30 kwietnia 1931) – brytyjski polityk Partii Konserwatywnej, deputowany Izby Gmin, syn Harolda.

## Działalność polityczna
W okresie od 18 czerwca 1970 do 8 lutego 1974 reprezentował okręg wyborczy Middlesbrough West w brytyjskiej Izbie Gmin.